# 라말라
라말라(아랍어: رام الله 라말라[*])는 요르단강 서안 지구에 있는 팔레스타인의 임시 행정 수도로, 인구는 2006년 기준으로 25,432명이다. 팔레스타인 자치 정부 청사가 있는 행정 중심지이며 예루살렘에서 북쪽으로 15km 밖에 떨어져 있지 않다. 남쪽에는 베들레헴, 북쪽에는 나블루스가 있다.

## 정보
주민의 대부분은 아랍인이지만, 1967년 제3차 중동 전쟁(아랍-이스라엘 분쟁) 이후 이스라엘이 강제로 점령하면서 이스라엘과 팔레스타인 사이의 주요 분쟁 지역이 되었다. 1980년대 말부터 1990년대 초까지 계속된 팔레스타인 사람들의 반(反) 이스라엘 저항운동인 인티파다로 인해 수많은 사람들이 이곳에서 목숨을 잃었다.

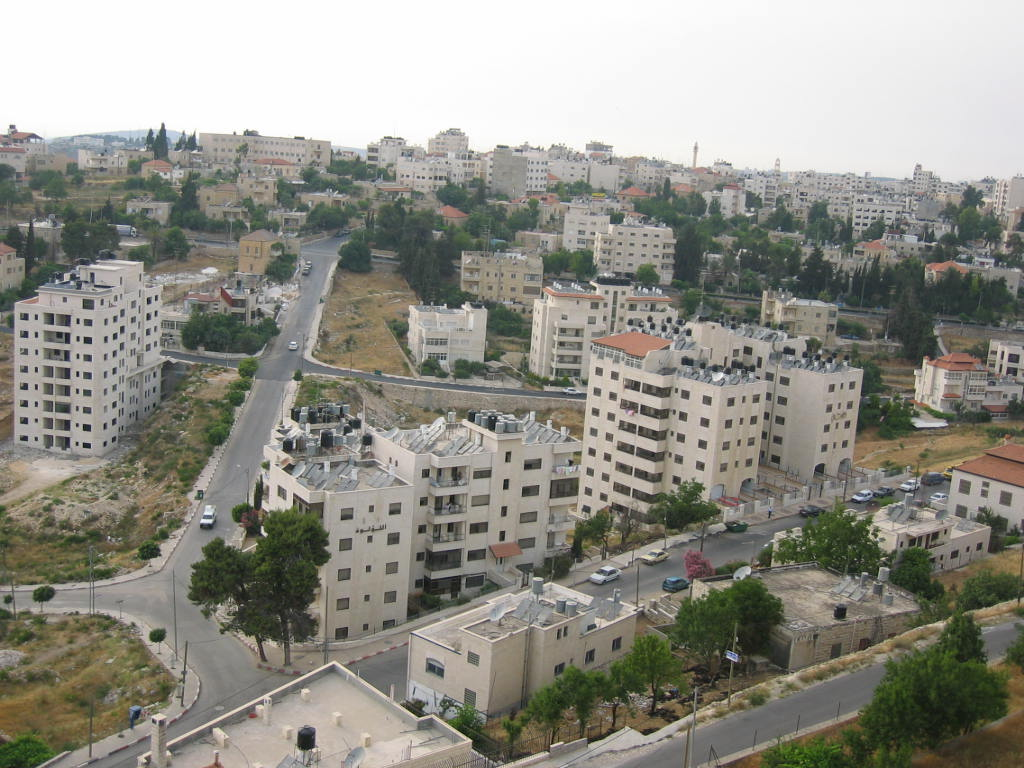
라말라 주거지

가자 지구와 달리 토양이 비옥해 일찍부터 올리브·무화과·포도 등 농업이 발달하였다. 요르단강 서안 지역의 경제 중심지로서, 한때는 싼 물가 때문에 이스라엘 사람들도 많이 찾았다. 이스라엘과 팔레스타인 사이의 분쟁이 격화되면서 차츰 쇠퇴하다가, 1996년 팔레스타인 자치정부가 수립되면서 임시 행정수도가 되었다.
2005년 8월부터 이스라엘이 팔레스타인 지역의 유대인 정착촌을 철수하면서 양국 사이의 긴장상태가 완화되고는 있지만, 여전히 분쟁 요소가 남아 있는 곳이다. 교육기관으로는 비르자이트 대학교가 있다.

## 같이 보기
- 요르단강 서안 지구
- 팔레스타인